# Municipio de Richland (condado de Rush)
El municipio de Richland (en inglés, Richland Township) es un municipio del condado de Rush, Indiana, Estados Unidos. Tiene una población estimada, a mediados de 2023, de 329 habitantes.
Abarca una zona exclusivamente rural.

## Geografía
Está ubicado en las coordenadas 39°29′25″N 85°20′15″O / 39.49028, -85.33750. Según la Oficina del Censo, tiene una superficie total de 73.89 km², de los cuales 73.87 km² corresponden a tierra firme y 0.02 km² están cubiertos de agua.

## Demografía
Según el censo de 2020, en ese momento había 305 personas residiendo en la zona. La densidad de población era de 4.1 hab./km². El 97.38 % de los habitantes eran blancos y el 2.62 % eran de una mezcla de razas. Del total de la población, el 0.66 % eran hispanos o latinos de cualquier raza.